# ECrew Development Program
eCrew Development Program “Programa de desarrollo del personal”, (eCDP,  en japonés: クルトレ eCDP), también conocido no oficialmente como McDonald's Training Game, (Videojuego de entrenamiento de McDonald’s) es un videojuego educativo creado por McDonald’s. Publicado para la Nintendo DS en algún punto de 2010 exclusivamente para la división japonesa de McDonald's, la cual fue distribuida a los propios restaurantes de la compañía y nunca se pensó en lanzar al público.

## Gameplay
El juego enseña al jugador cómo cocinar y servir varios platos del menú de McDonald’s y realizar otras tareas del restaurante, y fue usado para entrenar empleados recién llegados. Incluye distintos modos de juego y características, incluyendo simulaciones de preparación de comida e interacción con los clientes, acertijos, perfiles del jugador para empleados y managers, y estadísticas de rendimiento. 

## Historia
Fue distribuido en conjunto con un juego aparte llamado eSMART, que pretendía formar a empleados ya existentes más que a novatos.
Además, existe un eSMART 2.0, el cual, a diferencia de su predecesor, viene en un cartucho blanco sin ningún tipo de información. 
El 12 de enero del 2022, la cuenta de Twitter 'Forest of Illusion' preservó el ROM de eSMART 2.0, después de una recaudación de fondos.
La definición de las siglas de eSMART es todavía desconocido, aunque muchos creen que podría ser "eStaff Management and Retraining Team” (Equipo de gestión y reentrenamiento de eStaff).

## Desarrollo
El juego contaba con un presupuesto de 200 millones de yenes y fue planeado para el uso en las 3700 localizaciones de McDonald's por todo Japón hacia el final de 2010, donde se distribuyó junto con una Nintendo DSi con un diseño de McDonald's en la parte frontal. Se desconoce en qué medida se utilizó y durante cuánto tiempo.

## Redescubrimiento
Una única copia del juego apareció en septiembre de 2020 en una subasta en línea la cual fue vendida al YouTuber estadounidense Nick Robinson por alrededor de 300,000 yenes (3,000 dólares) en Yahoo Japón a través de Buyee. El 17 de noviembre de 2020, Nick subió una copia del ROM del juego al Internet Archive junto a un documental realizado por él mismo detallando cómo lo consiguió. La contraseña requerida para acceder al juego estaba impresa en la DS con temática de McDonald's que recibió Robinson, sin embargo, otra persona que estaba trabajando en encontrarla, Coddy Trentruit, la obtuvo mediante inspección de los datos del juego en un editor hexadecimal.
El 11 de agosto de 2022, tres días después de que ellos obtuvieran su copia, el usuario de Twitter XX_750000 lanzó el manual, junto al boxart y algo de gameplay.
El 12 de enero del 2022, la cuenta de Twitter 'Forest of Illusion', una cuenta dedicada a la preservación de videojuegos anunció la archivación de eSMART 2.0, obtenido a través de una recaudación de fondos privada.
El juego conocido como 'eSMART 1.0' es realmente el juego eCDP en una caja renombrada; incluso compartiendo el mismo número serial.